# Деребчинский, Александр Борисович
Алекса́ндр Бори́сович Деребчи́нский (укр. Олександр Борисович Деребчинський; род. 7 мая 1991, Одесса) — украинский футболист, нападающий.

## Биография
Воспитанник киевской ДЮСШ-15, первый тренер — Руслан Канавский. В чемпионате ДЮФЛ Украины выступал за киевские ДЮСШ-15 (13 игр, 8 голов), «Отрадный» (16 игр, 1 голов) и КСДЮШОР (7 матчей). В 2008 году подписал первый профессиональный контракт, с алчевской «Сталью», однако ни одной игры за основной состав не провёл, и уже через год вернулся в ДЮСШ-15. Летом 2011 года находился на просмотре в немецкой команде «Мюнхен 1860», однако контракт так и не подписал.
В 2013 году дебютировал на профессиональном уровне в составе «Крымтеплицы», выступавшей в первой лиге чемпионата Украины. В начале следующего сезона стал игроком черновицкой «Буковины», а спустя полгода — «Десны». За черниговцев выступал на протяжении полутора лет, а перед началом сезона 2015/16 годов подписал контракт с кировоградской «Звездой». В составе команды стал победителем первой лиги, однако в следующем сезоне покинул клуб. Затем отправился в Грузию, где стал игроком «Колхети» из Поти. В 2018 году вернулся в Украину, перейдя в стан клуба «Оболонь-Бровар».
В 2006 году вызывался в юношескую сборную Украины (до 17 лет).

## Достижения
- Победитель первой лиги Украины: 2015/2016